# Tumba (Czerna Gora)
Tumba (bułg. Тумба) - najwyższy szczyt górski pasma Czerna Gora w zachodniej Bułgarii, około 30 km na zachód od Sofii. Wysokość - 1129 m n.p.m. 
Na szczycie zbiegają się granice gmin Pernik, Radomir, Kowaczewci i Breznik. 